# Эль-Бисмарк
Эль-Бисмарк (исп. El Bismarck) — рабочий посёлок в Мексике, штат Чиуауа, входит в состав муниципалитета Асенсьон. Численность населения, по данным переписи 2010 года, составила 885 человек.

## Общие сведения
Посёлок был создан для рабочих, добывающих цинковую руду на шахте компании Пеньолес, расположенной в 1,5 км западнее.